# Jiří Feureisl
Jiří Feureisl est un footballeur tchécoslovaque né le 3 octobre 1931 et mort le 12 mai 2021. Il évoluait au poste d'attaquant.

## Biographie
Il dispute onze matches et inscrit sept buts sous les couleurs de la sélection nationale tchécoslovaque entre 1955 et 1958.
Il joue son premier match en équipe nationale le 10 juin 1956 contre la Suisse, lors de la Coupe internationale européenne. Pour cette première sélection, il inscrit quatre buts.
Il participe à la Coupe du monde 1958 organisée en Suède. Il dispute trois matchs lors de la compétition. Il est l'auteur d'un des six buts de l'équipe tchécoslovaque contre l'Argentine, le 15 juin (victoire 6 à 1).